# Bagua (Stadt)
Bagua ist die Hauptstadt der Provinz Bagua in der Region Amazonas im Norden von Peru. Beim Zensus 2017 lag die Einwohnerzahl bei 24.224.

## Lage
Bagua liegt rund 162 Kilometer von der Provinzhauptstadt der Nachbarprovinz Chachapoyas entfernt. Nachbarorte sind Bagua Grande im Südosten (20 km), Bellavista im Westen (20 km) sowie das Dorf La Peca im Osten (10 km). Der Ort liegt auf einer natürlichen Plattform am Río Utcubamba. Zur 10 km entfernten Nationalstraße N3 im Süden führt eine Anbindung.

## Das Massaker bei Bagua 2009
Ungeachtet ihrer Verpflichtung gemäß dem Übereinkommen über eingeborene und in Stämmen lebende Völker in unabhängigen Ländern (ILO 169), bei geplanten Eingriffen in den Lebensraum von Indigenen diese vorab zu konsultieren, unterließ dies die peruanische Regierung. Daraufhin begannen im April 2009 Angehörige indigener Bevölkerungsgruppen, vor allem Aguaruna und Huambisa, in der Region um Bagua – unter anderem mit Straßensperren auf Überlandstraßen – zu protestieren, zum einen gegen Gas- und Ölförderprojekte, die ihren Lebensraum zerstörten, zum anderen gegen die Leyes de la selva (den Regenwald betreffende Gesetze), jene Folge von Erlassen von Präsident Alan García, die die Umweltzerstörung ermöglichten. García ließ ihren Aufstand durch die Polizei niederschlagen. Dabei kam es am 5. Juni 2009 in der Nähe von Bagua zu Kämpfen zwischen Indígenas und Spezialeinheiten der Polizei, die mit den örtlichen Verhältnissen und mit bestehenden Absprachen mit den Indígenas nicht vertraut waren, und zu einem später „Baguazo“ genannten Massaker an Indígenas. 33 Menschen kamen ums Leben, darunter 24 Polizisten. Über 150 Personen wurden verletzt. Kurz nach dem Vorfall kippte der peruanische Kongress das umstrittene Gesetz, welches Enteignungen ohne Anhörung der Stämme zugelassen hätte. Im September 2016 wurden 52 Indígenas vom Vorwurf, die zwölf Polizisten erschossen zu haben, freigesprochen. Wer die Täter waren, blieb ungeklärt.